# Joseph R. Gannascoli
Joseph R. Gannascoli (Brooklyn (New York), 15 februari 1959) is een Amerikaans acteur en filmproducent.

## Biografie
Gannascoli werd geboren in de borough Brooklyn van New York als zoon van Amerikaanse/Italiaanse ouders. In de jaren tachtig heeft hij een diploma gehaald in communicatie aan de St. John's University in New York. Vanaf 2005 is hij getrouwd en heeft hieruit een dochter (2009).

## Filmografie
Uitgezonderd korte films.
- 2022 King Lahiri - als Frabizio Vitelli
- 2021 Last Call - als Charlie
- 2020 The One - als Frankie
- 2018 The Brawler - als John
- 2017 Jason's Letter - als schoolhoofd (Pratt) Prattoli
- 2015 An Act of War - als Frank
- 2014 Gilgamesh - als senator Higgins
- 2014 Other Plans - als Gus
- 2014 Leaving Circadia – als Nat
- 2014 The Fuzz - als Sonny
- 2014 Rob the Mob - als Dom
- 2013 Chasing Taste - als Murphy
- 2013 Fratello - als Tony
- 2012 Desperate Endeavors – als Neil Bates
- 2012 Men in Black III – als fan van de New York Mets
- 2011 The Reunion – als David Bass
- 2010 Circus Maximus – als oom Vic
- 2009 Corrado – als Frankie D'Onofrio
- 2008 College Road Trip – als Mr. Arcara
- 2006 Beer League – als Giusuppe Primavera
- 2006 Dog's Life – als manager
- 2005 Johnny Slade's Greatest Hits – als Abner Hunnicutt
- 2004 The Kings of Brooklyn – als Trader the Hut
- 2000 Two Family House – als Counter Guy
- 1999 Mickey Blue Eyes – als Jimmy
- 1999 On the Run – als zware jongen
- 1998 Blunt – als ziekenbroeder
- 1997 Blowfish – als Gino Calabrese
- 1996 The Funeral – als Rocco
- 1996 Basquiat – als beveiliger in ziekenhuis
- 1995 Never Talk to Strangers – als aanwezige bij carneval
- 1994 Ed Wood – als beveiliger
- 1993 Money for Nothing – als Charlie DiSalvo

### Televisieserie
Uitgezonderd eenmalige gastrollen.
- 2022 - 2023 Bring on the Dancing Horses - als Sal - 9 afl.
- 2018 John the Thief - als Richard Moon - 3 afl.
- 2016 Vengeance - als rechercheur Lou Stompanatta - 6 afl.
- 1999 – 2006 The Sopranos – als Vito Spatafore – 39 afl.

### Filmproducent
- 2016 Vengeance - televisieserie - 6 afl.
- 2013 Chasing Taste - film